# Sarkolanlahti
Sarkolanlahti är en vik i sjön Kulovesi i byn Sarkola i Nokia stad i Birkaland. Viken är cirka 4,5 kilometer lång och 1 kilometer bred.